# 多丽丝·伍兹
多丽丝·伍兹（英語：Doris Woods，1902年8月1日—1956年9月13日），英国女子竞技体操运动员。她曾参加1928年在阿姆斯特丹举行的夏季奥运会，结果在女子团体全能项目上获得银牌。